# Moeve

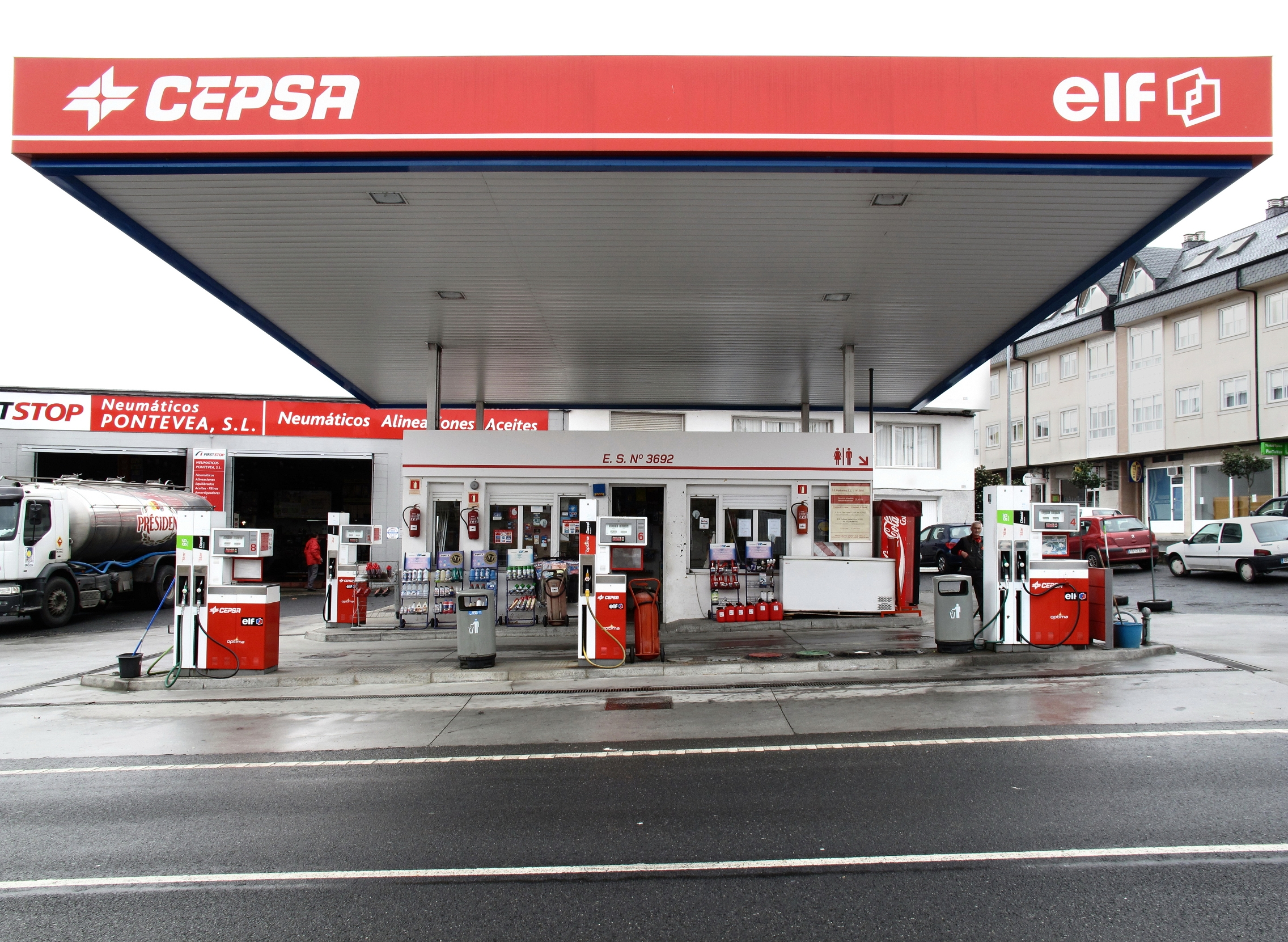
Cepsa-Tankstelle

Moeve, ehemals Compañía Española de Petróleos, S.A. (Cepsa), ist ein spanisches Unternehmen mit Firmensitz in Madrid. Das Unternehmen ist in der Erdölwirtschaft tätig und betreibt ein Netz von Tankstellen in Spanien, Portugal und Marokko.

## Geschichte
Das Unternehmen wurde im Jahr 1929 gegründet. Zehn Jahre später kontrollierte Juan March 75 % von Compañía Española de Petróleos SA (Cepsa), welche auf Santa Cruz de Tenerife die produktionstärkste spanische Erdölraffinerie betrieb. Dort wurde Rohöl aus den Vereinigten Staaten, Venezuela und Rumänien raffiniert. Cepsa hatte zu jener Zeit für Ölverkauf ein Monopol auf den Kanarischen Inseln, in Spanisch-Marokko und für den Reexport zur Campsa. Die Raffinerie auf Teneriffa wurde 2022 stillgelegt; zwei Raffinerien in Andalusien (Provinzen Cádiz und Huelva) produzieren weiterhin. In Zukunft soll mehr Gewicht auf erneuerbare Energien gelegt werden. Dafür werden Windparks sowie Anlagen zur Produktion von Wasserstoff und Biokraftstoffen gebaut bzw. umgerüstet.
Am 30. Oktober 2024 gab die Cepsa die Umbenennung in Moeve bekannt.

## Unternehmensstruktur
Die Aktien des Unternehmens werden zu knapp zwei Dritteln gehalten von Mubadala Investment Company Group, einem Staatsfonds aus Abu Dhabi, und zu gut einem Drittel von der US-amerikanischen Beteiligungsgesellschaft Carlyle (indirekt).
Cepsa betreibt das drittgrößte Tankstellennetz in Spanien sowie Tanklager. Das Rohöl und teilweise die verarbeiteten Produkte werden importiert aus den Vereinigten Arabischen Emiraten, Algerien, Kolumbien und Peru. Das Erdöl wird auch in zwei Raffinerien in den Provinzen Cádiz und Huelva zu Raffinerieprodukten verarbeitet. Cepsa ist zusammen mit dem Elektrizitätskonzern Endesa dabei, ein Netz von Ladestationen für Elektrofahrzeuge in Spanien und Portugal aufzubauen. Die Gesellschaft vertreibt auch die in Spanien weit verbreiteten Gasflaschen für den Haushaltsgebrauch. Außerdem werden Heizöl und Schmierstoffe verkauft.